# Statul Kordofan de Sud
Statul (vilaietul) Kordofan de Sud este una dintre cele 17 unități administrativ-teritoriale de gradul I ale Sudanului. Reședința sa este orașul Kaduqli. O zonă de conflict, cu probleme etnice și rasiale, între arabi și populația nuba( de origine africană), rezultată ca urmare a separării Sudanului de Sudanul de Sud, în 2011.